# Hilldale, Pennsylvania
Hilldale är en ort i Luzerne County i delstaten Pennsylvania, USA.